# Nakizumō

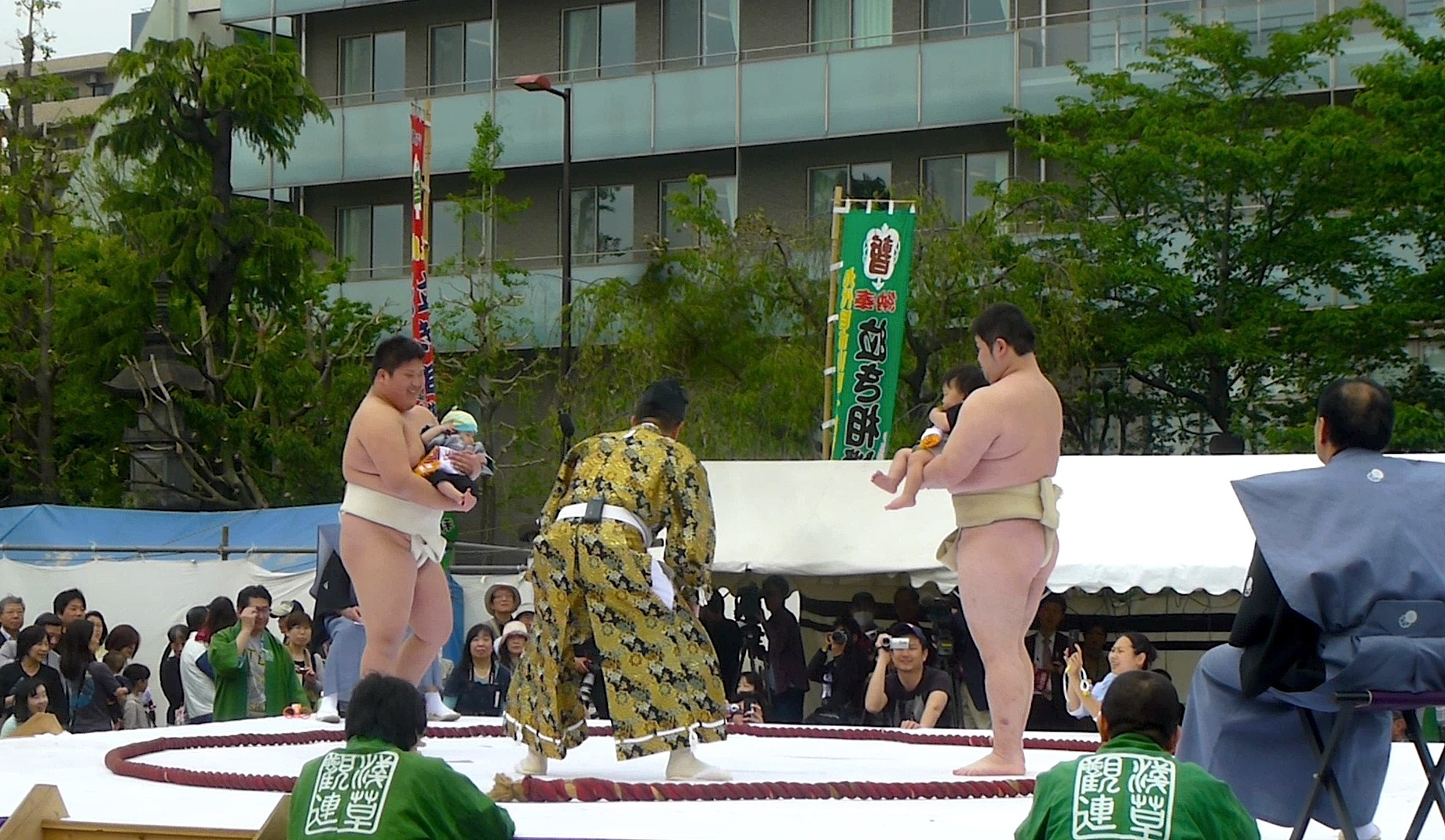
Nakizumō am Tempel Sensō-ji in Asakusa, Tokio, 2013

Nakizumō (jap. 泣き相撲, dt. „Weinen-Sumō“), auch Konaki Sumō/Konakizumō (子泣き相撲, dt. „Kinderweinen-Sumō“), ist ein jährlich stattfindendes Fest (matsuri) in einigen Gegenden Japans, in der Sumō-Ringer Babys zum Weinen bringen. Das Fest dient zur Segnung der Kinder, damit sie gesund bleiben und stark werden.
Das bekannteste Fest ist das Nakizumō vom Ikiko-Schrein (生子神社の泣き相撲) in Momiyama-machi, Kanuma, Präfektur Tochigi, das am 28. November 1996 zum nationalen immateriellen Kulturgut ernannt wurde. Dieses findet jedes Jahr am ersten Sonntag am oder nach dem 19. September statt und umfasst Kinder von sechs Monaten bis drei Jahre. Ein weiteres bekanntes ist das Konaki Sumō beim buddhistischen Tempel Saikyō-ji in Hirado, Präfektur Nagasaki das zu Setsubun am 3. Februar stattfindet.